# Sandracottus jaechi
Sandracottus jaechi là một loài bọ cánh cứng trong họ Bọ nước. Loài này được Wewalka & Vazirani miêu tả khoa học năm 1985.